# Alerta a París
Alerta a París (títol original: Alerte à Paris !) és un telefilm francès dirigit per Charlotte Brandström i difós l'any 2006. Ha estat doblada al català. 

## Argument
Després d'una vaga dels escombriaires, París és de mica en mica envaïda per les rates. Les persones mossegades per les rates desenvolupen una malaltia desconeguda. A París les rates comencen a ensenyorir-se dels carrers. El govern promet que prendrà mesures dràstiques, però pot ser que arribin massa tarda. Els científics que estudien aquesta malaltia descobreixen que les rates han estat genèticament modificades. A l'hospital on treballa Laurence Renoux arriben les primeres víctimes de les rates, que sofreixen un virus desconegut. En aquesta situació, Laurence coneix a Alex, el fill d'un home que treballa en una empresa de desinfecció i va ser atacat per una rata. Tots dos hauran de treballar a contra-rellotge per evitar una gran epidèmia a la ciutat.

## Repartiment
- Claire Borotra: Laurence Renoux
- Thierry Neuvic: Alex Cirelli
- Clara Le Corre: Lola Renoux
- Philippe Morier-Genoud: Paul Cirelli
- Saïda Jawad: Aïcha
- David Brécourt: Jacques Cortot
- Aladin Reibel: Renaud Berard
- Jean-Yves Chilot: L'intern a Urgències
- Albert Goldberg: Max

## Al voltant de la pel·lícula
- Remake del telefilm alemany Ratten - Sie werden dich kriegen!), dirigida per Jörg Lühdorff l'any 2001.[3]
- Entre els diferents films de terror escenificant rates, destacar Willard, dirigit per Daniel Mann l'any 1971, així com el seu remake homònim, Willard, dirigida per Glen Morgan l'any 2003.
- Premi del gran públic al Festival de ficció TV de Sant-Tropez 2006